# Sentyô Yama
Sentyô Yama är en bergstopp i Antarktis. Den ligger i Östantarktis. Norge gör anspråk på området. Toppen på Sentyô Yama är 1 912 meter över havet.
Terrängen runt Sentyô Yama är platt åt sydost, men åt nordväst är den kuperad. Trakten är obefolkad. Det finns inga samhällen i närheten. 